# 乌尔斯·唯德默尔

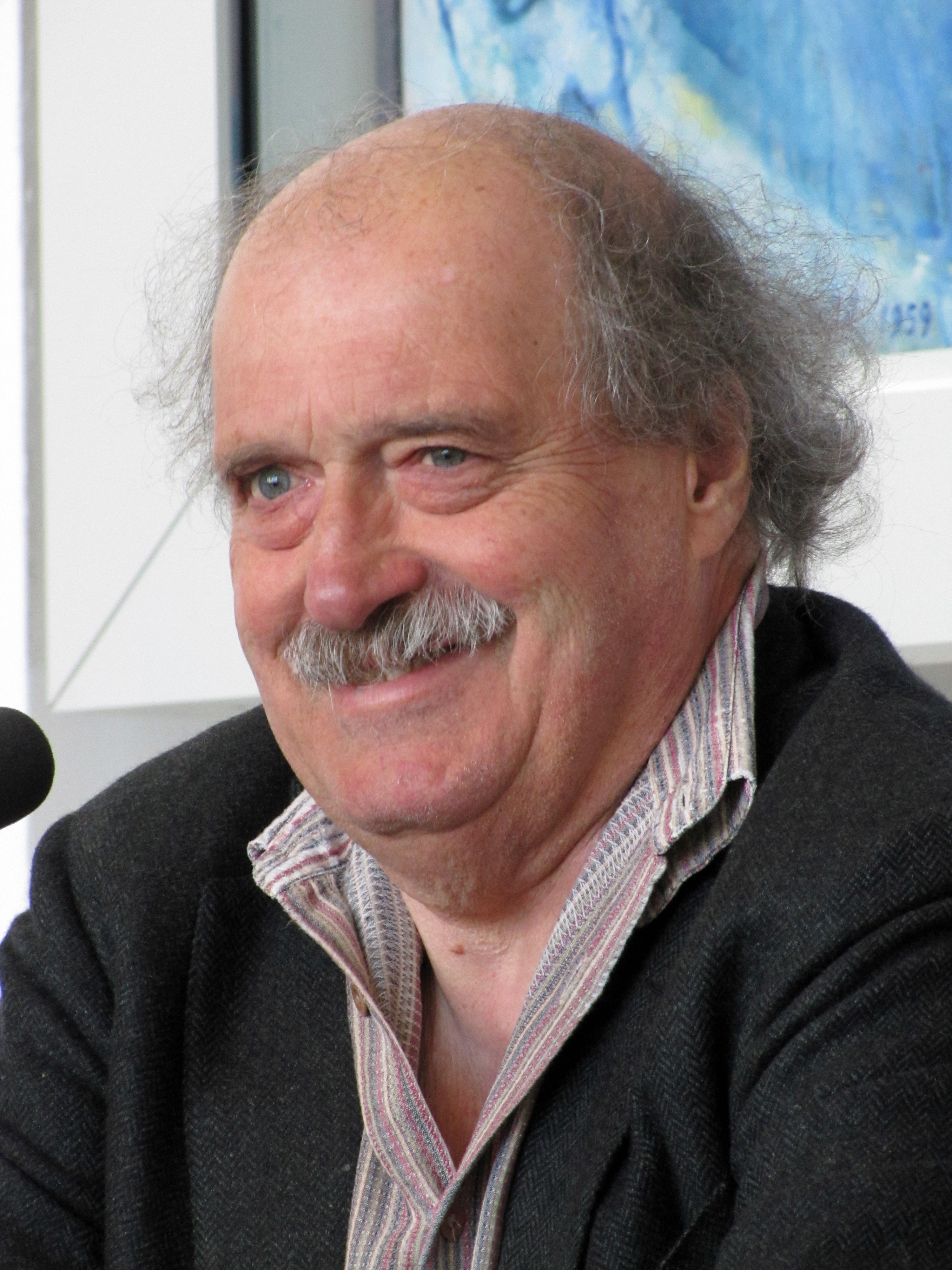
2012年的乌尔斯

乌尔斯·唯德默尔（德語：Urs Widmer，1938年5月21日—2014年4月2日），是一名瑞士小说家、作家和编辑。他为不同的报纸和出版物工作，并获得弗里德里希·荷尔德林奖。
2014年4月2日，他因疾病去世于苏黎世，享年75岁。